# Mysliboř
Mysliboř település Csehországban, a Jihlavai járásban. Mysliboř Dyjice, Telč, Sedlejov, Volevčice és Žatec településekkel határos. Lakosainak száma 201 fő (2024. január 1.).

## Népesség
A település lakosságának változását az alábbi diagram mutatja:
| Lakosok száma | 317  | 335  | 303  | 250  | 235  | 194  | 209  | 207  | 204  | 201  |
|               | 1869 | 1900 | 1921 | 1961 | 1980 | 2011 | 2016 | 2019 | 2021 | 2024 |